# Стрит-арт в Екатеринбурге

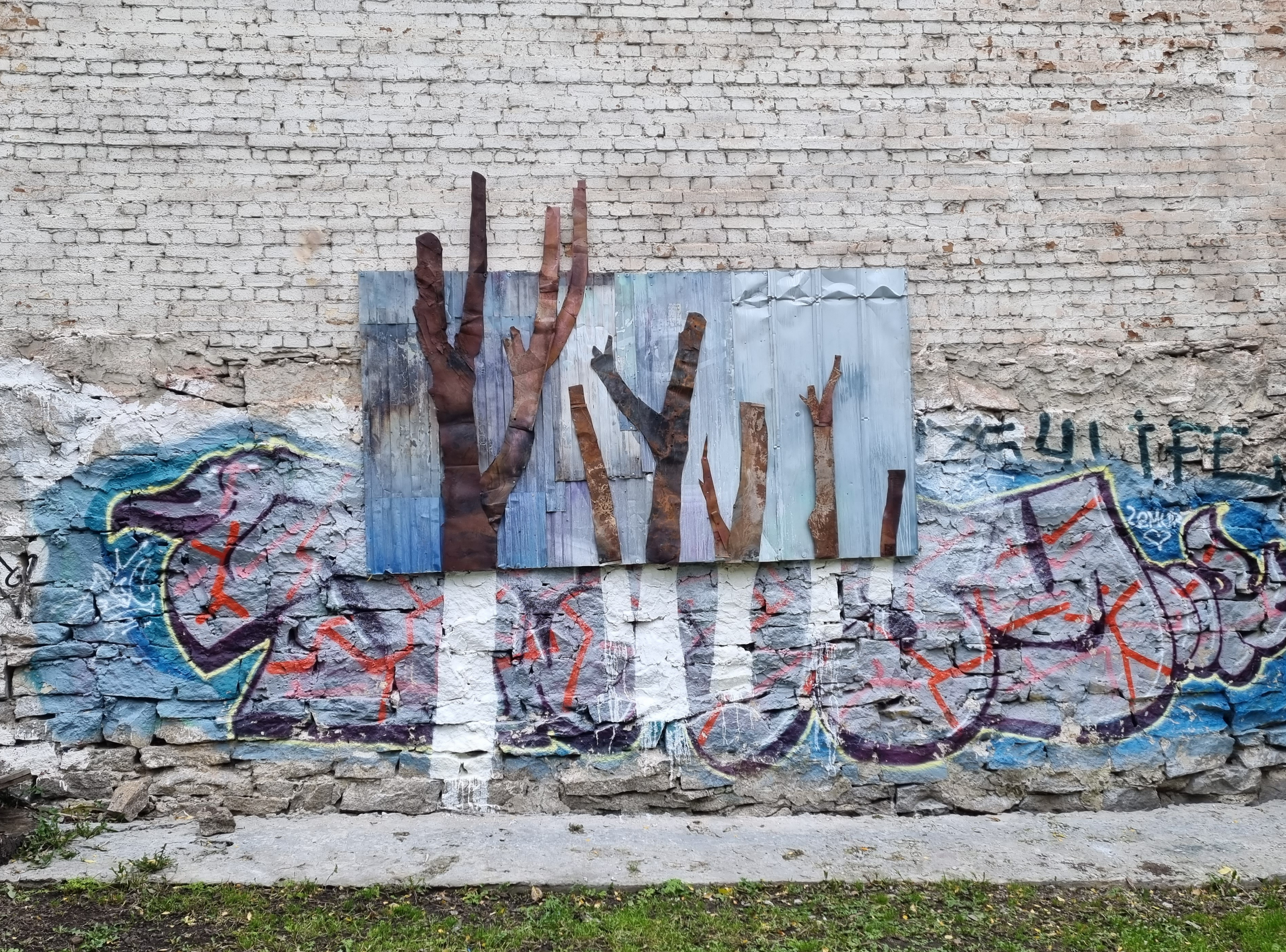
Матвей Фатеев, работа в саду Вайнера, 2021 год

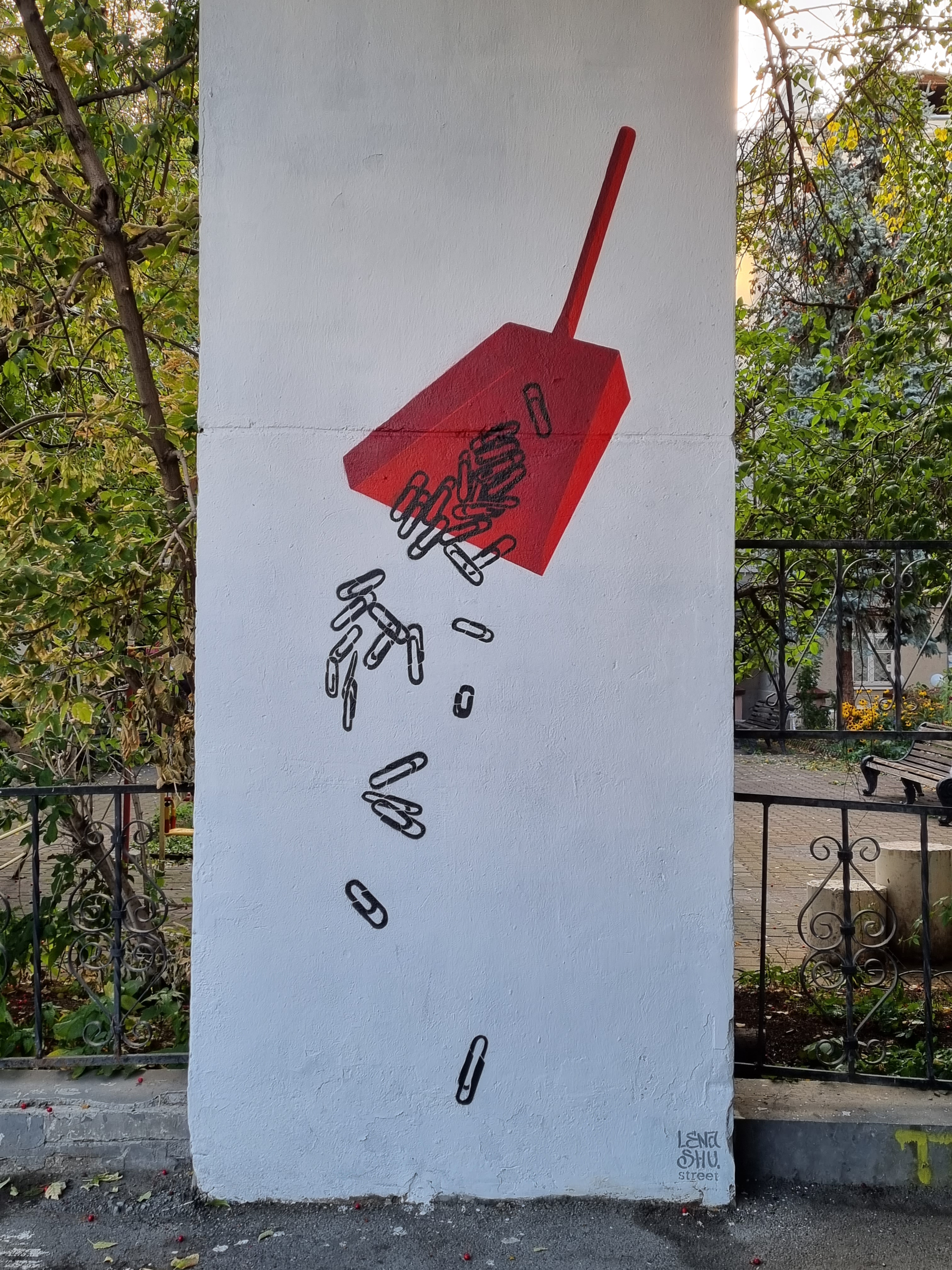
Лена Шубенцева «Совковые скрепы», 2021 год

Екатеринбург получил всероссийскую известность благодаря разнообразному спектру стрит-арта и связанных с ним субкультур. История уличного искусства города началась в 1980-х годах, но период расцвета и наиболее активного развития стрит-арта приходится на 2010-е. Ныне Екатеринбург имеет репутацию «столицы российского стрит-арта», где проводятся два фестиваля, посвящённых этому виду искусства.

## История
С конца 1970-х до 1990-х Евгений Малахин, более известный как Старик Букашкин, был одним из первых уличных художников Свердловска. Он оживлял пространства города, раскрашивая заборы, мусорные баки и другую общественную инфраструктуру. Букашкин рисовал лозунги о дружной совместной жизни, о том, что нельзя злоупотреблять такими пороками, как выпивка и сигареты, а также призывал заботиться о городе.
С 2003 по 2010 годы проходил фестиваль «Длинные истории Екатеринбурга», в рамках которого муниципальные власти поддерживали стрит-арт. Как описывали идею фестиваля его организаторы, художник Арсений Сергеев и арт-менеджер Наиля Аллахвердиева: «Это срочная реанимация городской среды. Работы участников фестиваля исполняются в техниках монументальной живописи, суперграфики или граффити на бетонных заборах, огораживающих строительные и промышленные площадки города».
Росту популярности стрит-арта в Екатеринбурге во многом способствовал международный фестиваль уличной культуры «Стенограффия», первый из которых прошёл в 2010 году. До 2020 года поддержку фестивалю, в том числе финансовую, оказывали городские власти. Художники во время этого фестиваля получают возможность легально рисовать на городских стенах и заборах. По словам некоторых стрит-артеров Екатеринбурга, «Стенограффия» позволила гражданам относится к уличному искусству спокойно.
Полная легальность фестиваля «Стенограффия» со временем начала смущать уличных художников, так как рисовать на стенах только согласованное и делать это на бюджетные деньги им было дискомфортно. Так появился «партизанский» фестиваль «Карт-бланш», делающий упор на свободное творчество без согласований. Фестиваль проводится в Екатеринбурге с 2018 года. На протяжении своего существования, между обоими фестивалями неоднократно развязывалось противостояние. Так, на первом «Карт-бланше» в 2018 году художник Илья Мозги создал своеобразный манифест фестиваля, написав на заборе на пересечении улицы Свердловской и Мамина-Сибиряка: «Эта надпись сделана нелегально, как и другие работы на фестивале „Карт-бланш“». В 2019 году «Стенограффия» ответила на том же заборе: «Эта надпись сделана легально, как и другие работы на фестивале „Стенограффия“». Позже эту работу обрамили изображением презерватива, что вылилось в неоднократное перекрашивание забора.
Также в городе неоднократно случались скандалы по поводу стрит-арта. Одним из самых известных стал случай с Супрематическим крестом авторства Покраса Лампаса. В 2019 году коммунальные службы Екатеринбурга повредили композицию, залив часть граффити гудроном, несмотря на то, что создание арт-объекта было согласовано с властями города. Было принято решение восстановить крест. За этой ситуацией последовало обращение православных активистов с призывом уничтожить граффити, поскольку верующих смущало хождение по поверхности «христианского символа». В итоге Покрасу Лампасу пришлось переделать арт-объект так, чтобы он не напоминал крест.
Со временем екатеринбургские уличные художники сформировали ряд традиций, закрепившихся в городе. Например, Тима Радя ежегодно вывешивает абажуры на фонари вдоль сквера на проспекте Ленина, а художник Слава Птрк на лестнице напротив Храма на Крови регулярно рисует арты, посвящённые «купающемуся в золоте» патриарху Кириллу. На набережной Городского пруда у Октябрьской площади регулярно появляются арты, посвящённые остросоциальным и другим насущным темам. В частности, гранитные шары у Драмтеатра разукрашивают в связи различными событиями. Из них уже делали Пикачу, эмодзи дьявола, коронавирус, антивоенные призывы.
В 2019 году на сайте международного проекта Street Art Cities появилась страница Екатеринбурга с подробной картой всех граффити города, а в 2020 году организаторы «Стенограффии» вместе с «Яндекс. Картами» создали фиолетовую линию, опоясывающую центр города и ведущую от одного знакового объекта уличного искусства к другому.

## Тематика

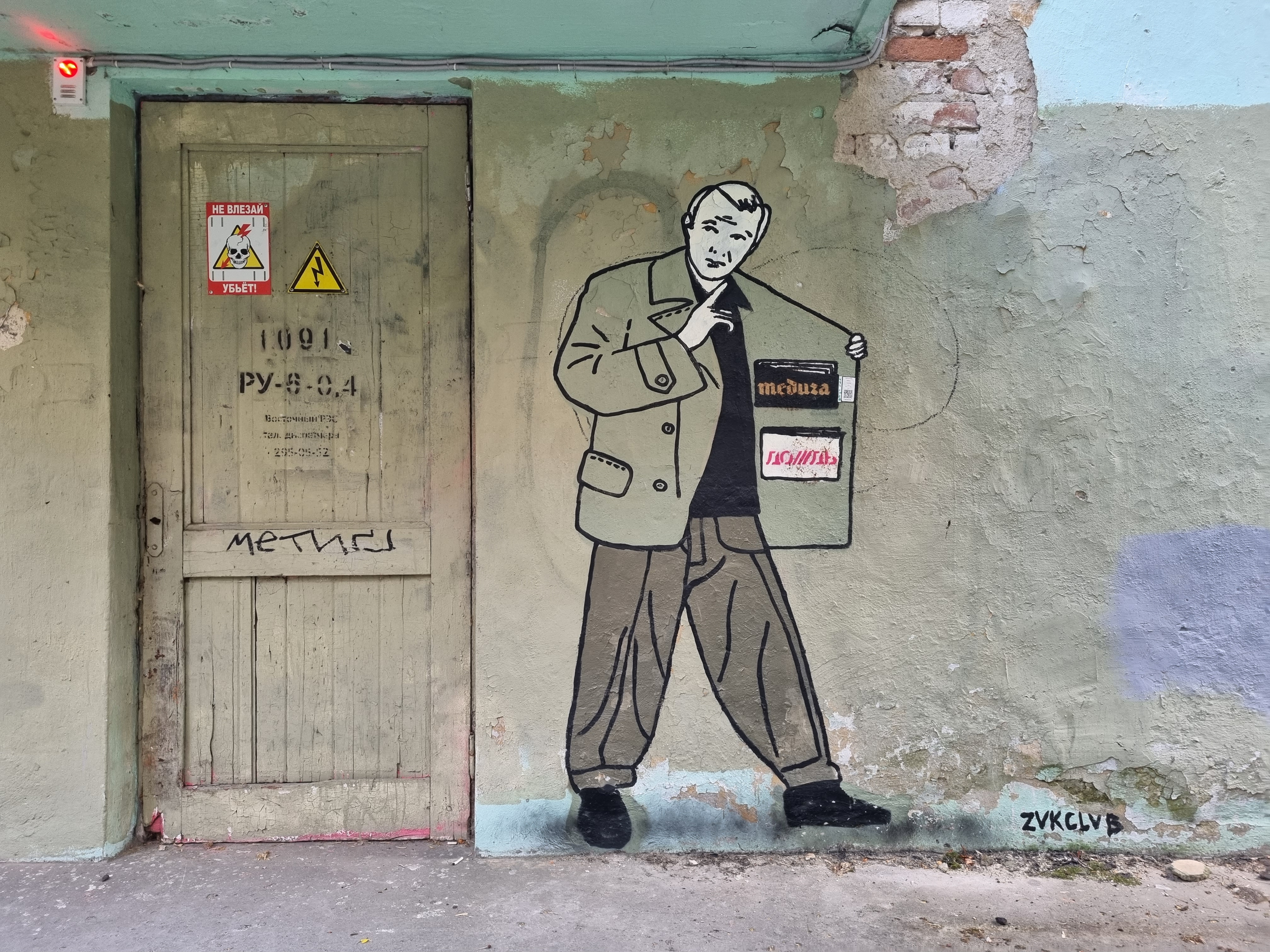
Сергей Овсейкин, работа на пр. Ленина, 69/13 в 2022 году

Екатеринбургское уличное искусство регулярно отсылается к работе с текстом. По словам художника Владимира Абиха, этому тренду положили начало работы Тимы Ради, самые известные из которых которых: «Я бы обнял тебя, но я просто текст» и «Кто мы, откуда, куда мы идём?».
Также екатеринбургский стрит-арт регулярно ссылается на общественно-политические проблемы. Большинство крупных политических или социальных вопросов и конфликтов уральские художники иллюстрируют на стенах города. Так, художник a11c1ear делал арт, посвящённый протестам в сквере, на котором омоновец бьёт берёзу, а по случаю признания ФБК экстремистской организацией, a11c1ear делал арт с Зелибобой, которого окружили силовики, из-за того, что он держит в руках кубик с буквами «ФБК». Художник Сергей Овсейкин делал арт, посвящённый «Городу бесов» (неофициальному названию Екатеринбурга, присвоенному городу в ходе протестов в защиту сквера у Драмтеатра), а также арт с фарцовщиком «СМИ-иноагентами».
Художники, приезжающие в город на различные фестивали стрит-арта, также поднимают вопросы, актуальные по всему миру. Так, художник из Италии Роберто Кирреду сделал на стене екатеринбургского филиала РАНХиГС изображение тающего ледника, чтобы привлечь внимание общественности к экологическим проблемам.

## Фестивали
На момент 2022 года, в городе проводятся два фестиваля стрит-арта: «Стенограффия» и «Карт-Бланш». С 2003 по 2010 года в городе также проводился фестиваль «Длинные истории Екатеринбурга».

### «Стенограффия»
Международный фестиваль уличного искусства, который ежегодно с 2010 года проводится в Екатеринбурге в первые выходные июля. Ежегодно фестиваль объявляет сбор поверхностей для создания объектов в разных городах России. Горожане могут прислать организаторам адреса зданий с фотографиями и описанием. Ограничений по опыту, стилю, полу или возрасту для участников фестиваля нет. Как правило, в «Стенограффии» участвуют художники со всего мира. Все работы фестиваля согласовываются с властями города.

### «Карт-бланш»
Нелегальный самоорганизованный фестиваль стрит-арта, который проходит ежегодно летом в Екатеринбурге начиная с 2018 года. Как правило, организаторы не сообщают сроки проведения фестиваля, чтобы не привлекать внимание полиции. Некоторые работы «Карт-бланша» закрашиваются коммунальщиками в первые часы своего существования. В фестивале регулярно принимают участие десятки художников со всей России. Организаторы фестиваля не ограничиваются проведением «Карт-бланша» в одном городе и стране. Так, в 2022 году кроме Екатеринбурга фестиваль был проведён в Тель-Авиве, Братске, Санкт-Петербурге, Нижнем Новгороде, Самаре и других городах. 

### «ЧÖ»
Впервые фестиваль был проведён в 2020 году в Екатеринбурге и с того момента было принято решение сделать его ежегодным.
Каждый год тема фестиваля меняется и привлекается совершенно новый куратор. В рамках «ЧÖ» активно привлекаются горожане, предоставляется возможность создавать на улицах свои произведения, проводятся различные лекции и мероприятия по популяризации стрит-арта. 

## Мнения
В 2022 году глава Екатеринбурга Алексей Орлов заявил, что за вандализм он считает «непонятные надписи» в городском пространстве. Легальные работы «Стенограффии» он причислил к искусству, а к нелегальным работам «Карт-Бланша», выражающим протест, призвал относиться «очень аккуратно».

## Галерея

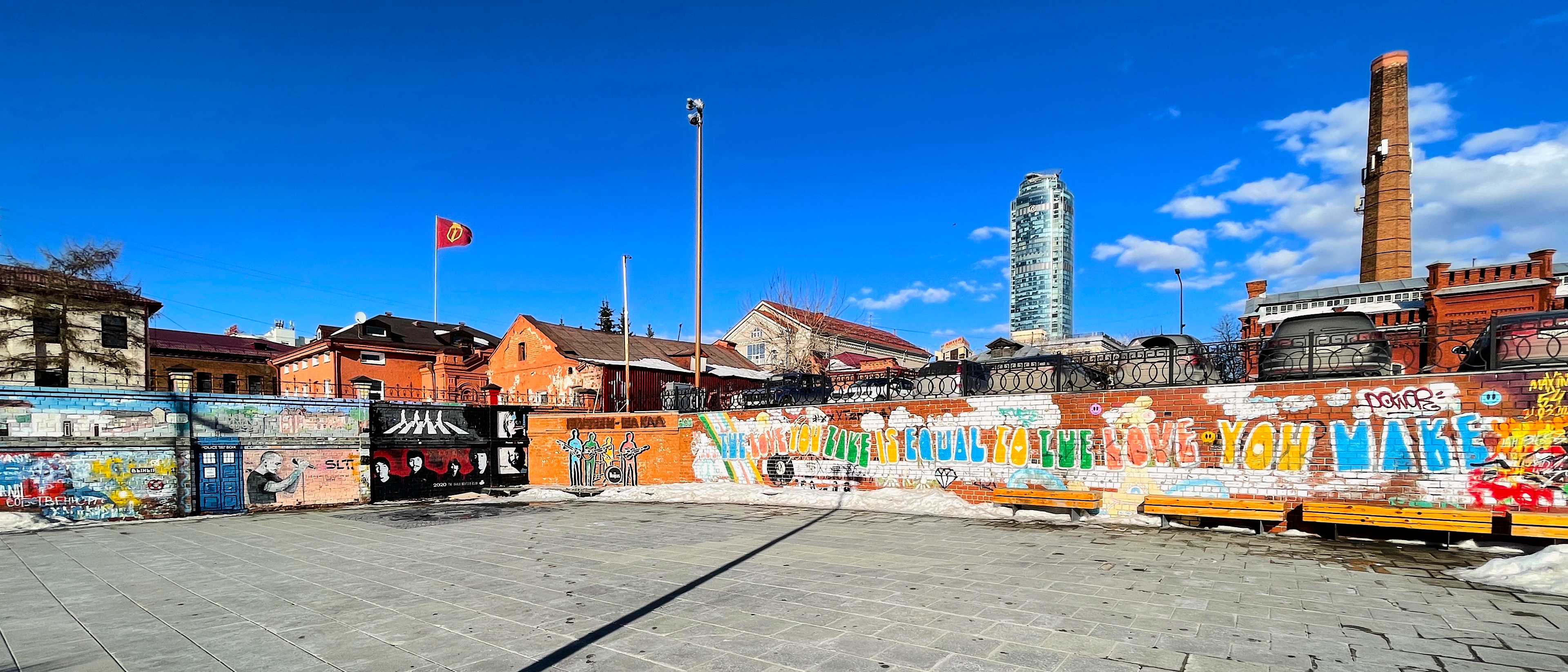
Стена памяти у мемориала The Beatles
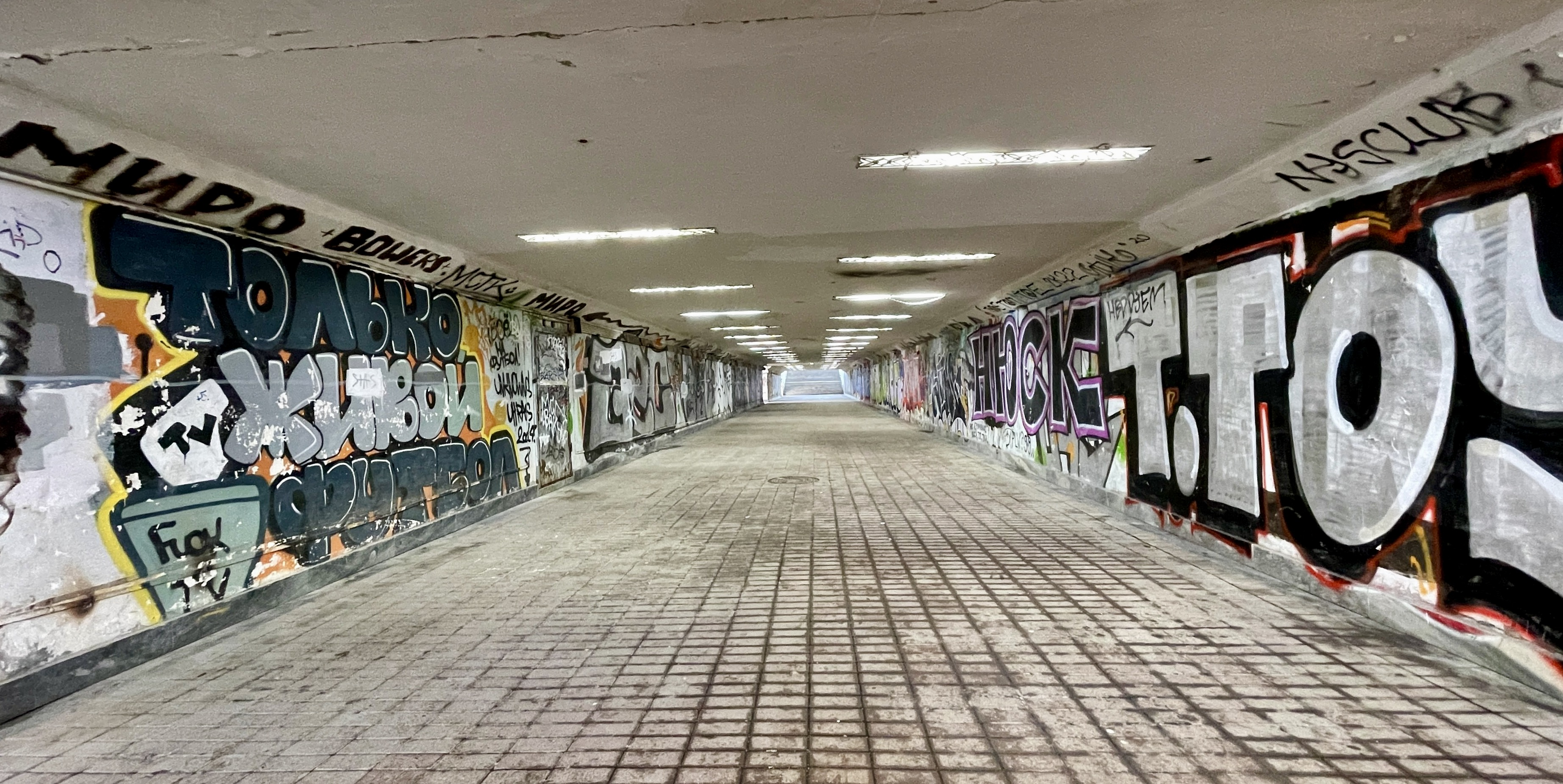
Граффити в подземном переходе под ул. Халтурина
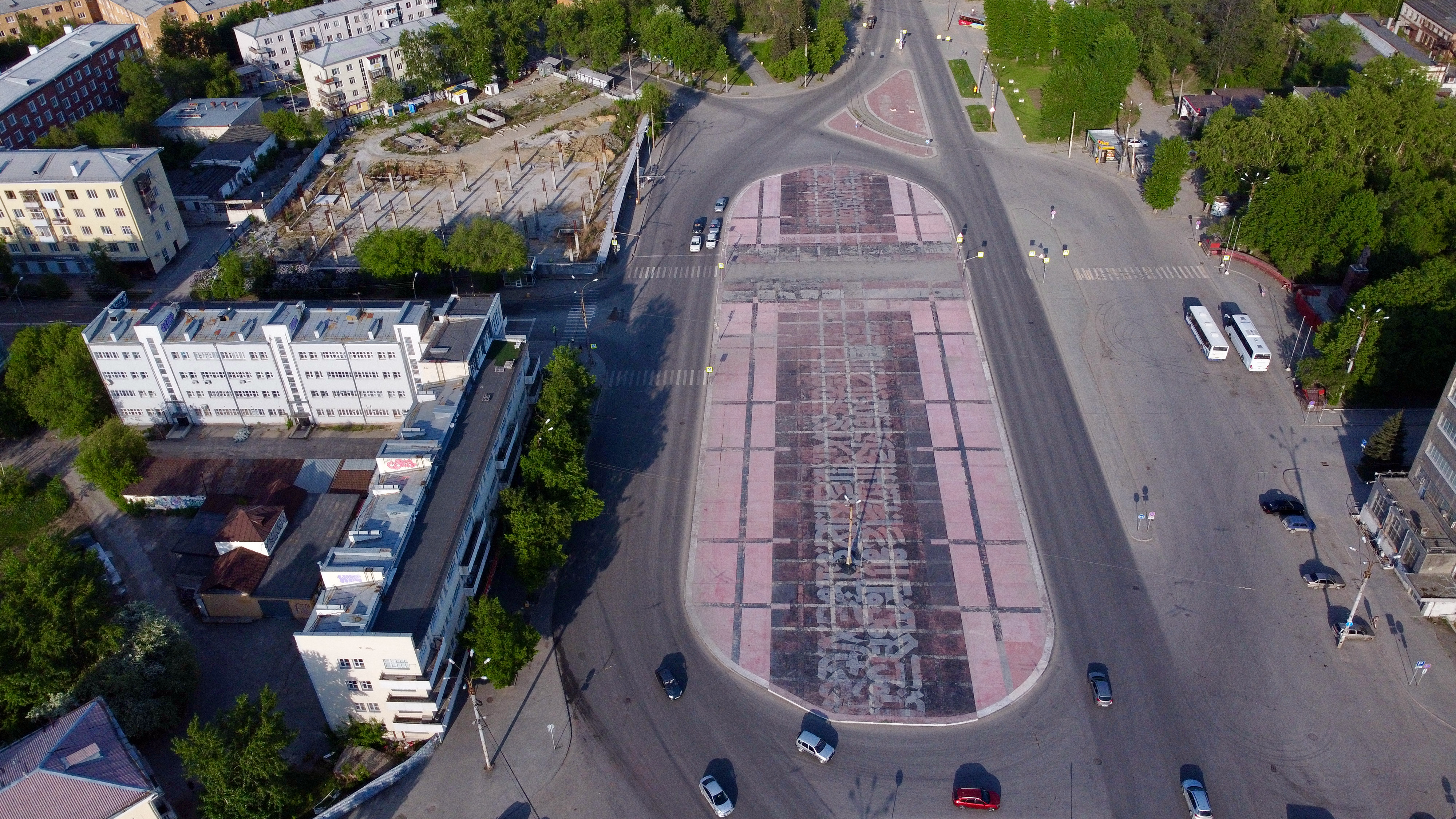
«Остатки» Супрематического креста на площади 1-й Пятилетки в 2021 году
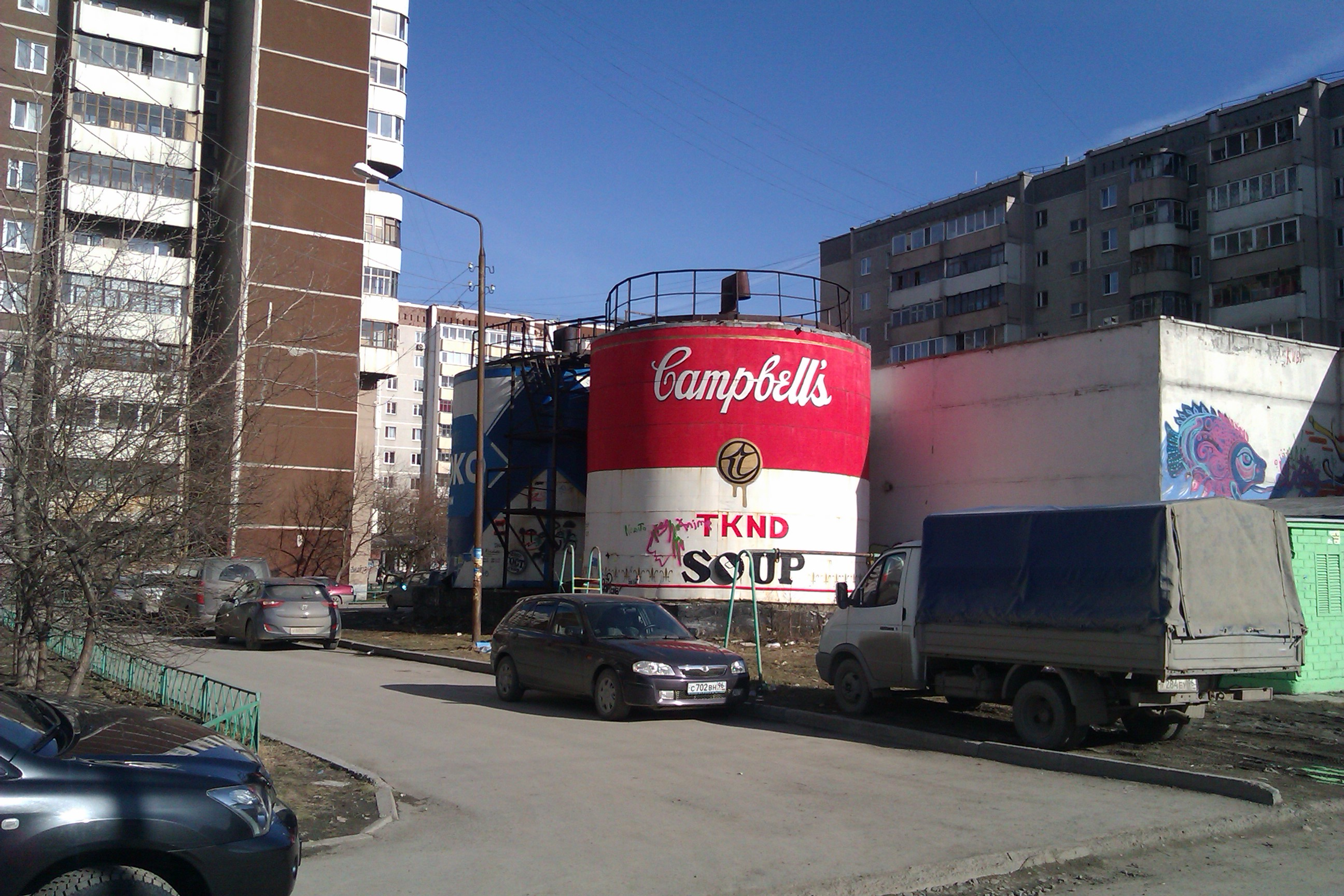
«Банка сгущёнки» и «банка супа» в екатеринбургском микрорайоне Ботанический